# Visual Studio Code
A Visual Studio Code (rövidítve: VSCode vagy VS Code) ingyenes, nyílt forráskódú kódszerkesztő, melyet a Microsoft fejleszt Windows, Linux és macOS operációs rendszerekhez.
Támogatja a hibakeresőket, valamint beépített Git támogatással rendelkezik, továbbá képes az intelligens kódkiegészítésre az IntelliSense segítségével. A Visual Studio Code-ban a felhasználók megváltoztathatják a kinézetet (témát), megváltoztathatják a szerkesztő gyorsbillentyű-kiosztását, az alapértelmezett beállításokat és még sok egyebet. Támogatja a kiegészítőket, melyek segítségével további funkciók, testreszabási lehetőségek érhetőek el.
A Visual Studio Code az Electron nevű keretrendszeren (amellyel asztali környezetben futtatható Node.js alkalmazások fejleszthetőek), illetve a Visual Studio Online szerkesztőn alapszik (fejlesztési neve: "Monaco").

## Története
A programot 2015. április 29-én jelentették be a Build 2015 konferencián (a Microsoft éves fejlesztői konferenciája), november 18-án pedig MIT licenc alatt nyilvánossá tették a forráskódját.

## Támogatott nyelvek
| Jellemzők                              | Nyelvek |
| -------------------------------------- | --- |
| Szintaxiskiemelés, zárójelpárosítás    | Batch, C++, Clojure, CoffeeScript, Dockerfile, F#, Go, JADE, Java, Handlebars, INI, Lua, Makefile, Objective-C, Perl, PowerShell, Python, R, Razor, Ruby, Rust, SQL, Visual Basic, XML |
| Snippets                               | Groovy, Markdown, PHP, Swift |
| IntelliSense, linting, outline         | CSS, HTML, JavaScript, JSON, Less, Sass |
| Refaktorálás, hivatkozások megkeresése | C#, TypeScript |